# 三岔镇 (天水市)
三岔镇，是中华人民共和国甘肃省天水市麦积区下辖的一个乡镇级行政单位。
2015年，甘肃省民政厅批复同意撤销三岔乡，设立三岔镇。

## 行政区划
三岔镇下辖以下地区：
前进村、王山村、秦岭村、小坪村、吴寨村、闫西村、太碌村、墁坪村、佘家门村、北峪村、新岔村、水关村、葡萄村、黄龙村、集村、关庄村和咀头村。